# Wrzosownik
Wrzosownik (Phenacomys) – rodzaj ssaków z podrodziny karczowników (Arvicolinae) w obrębie rodziny chomikowatych (Cricetidae).

## Rozmieszczenie geograficzne
Rodzaj obejmuje gatunki występujące w Ameryce Północnej (Kanada i Stany Zjednoczone).

## Morfologia
Długość ciała (bez ogona) 88–112 mm, długość ogona 23–41 mm, długość ucha 11–17 mm, długość tylnej stopy 16–20 mm; masa ciała 15–47 g.

## Systematyka
Rodzaj zdefiniował w 1889 roku amerykański zoolog Clinton Hart Merriam w artykule poświęconym opisowi dwóch nowych gatunków i jednego nowego podgatunku pasikoniszek, z diagnozą rodzaju Onychomys oraz streszczeniem gatunku i podgatunku, opublikowanym w czasopiśmie North American Fauna. Gatunkiem typowym jest (oryginalne oznaczenie) wrzosownik górski (Ph. intermedius).

### Etymologia
- Phenacomys: gr. φεναξ phenax, φενακος phenakos ‘oszust’; μυς mus, μυος muos ‘mysz’[8].
- Propliophenacomys: gr. προ pro ‘przed, z przodu’; rodzaj Pliophenacomys Hibbard, 1938[2]. Gatunek typowy (oryginalne oznaczenie): †Propliophenacomys uptegrovensis L.D. Martin, 1975 (= Phenacomys intermedius Merriam, 1889).

### Podział systematyczny
Do rodzaju należą następujące występujące współcześnie gatunki:
| Grafika | Gatunek                | Autor i rok opisu | Nazwa zwyczajowa  | Podgatunki    | Rozmieszczenie geograficzne | Podstawowe wymiary                             | Status IUCN |
| ------- | ---------------------- | ----------------- | ----------------- | ------------- | --- | ---------------------------------------------- | ----------- |
|         | Phenacomys intermedius | Merriam, 1889     | wrzosownik górski | 5 podgatunków | zachodnia Kanada (Kolumbia Brytyjska i środkowo-zachodnia Alberta) i zachodnie Stany Zjednoczone (na południe do północnego Nowego Meksyku) | DC: 10,4–11,2 cm DO: 2,6–4,1 cm MC: około 40 g | LC          |
|         | Phenacomys ungava      | Merriam, 1889     | wrzosownik leśny  | 4 podgatunki  | Kanada (od Jukonu i Kolumbii Brytyjskiej na wschód do Labradoru) i Stany Zjednoczone (północno-wschodnia Minnesota)                         | DC: 8,8–11,2 cm DO: 2,3–4 cm MC: 15–47 g       | LC          |

Kategorie IUCN:  LC  – gatunek najmniejszej troski.
Opisano również gatunki wymarłe:
- Phenacomys deeringensis (Guthrie & J.V. Matthews, 1971)[11] (Stany Zjednoczone; plejstocen)
- Phenacomys europaeus Van Kolfschoten, Tesakov & Bell, 2018[12] (Holandia; plejstocen)